# Patagioenas goodsoni
Patagioenas goodsoni là một loài chim trong họ Columbidae.